# Ioan Baptist de la Salle

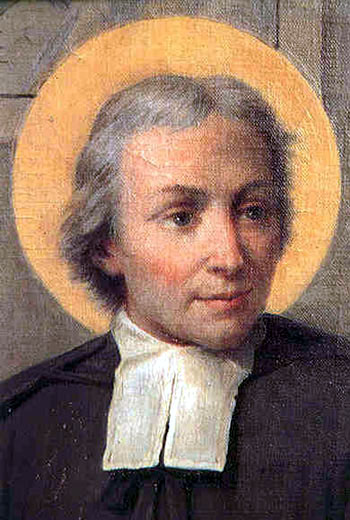
Sf. Ioan Baptist de la Salle

Sf. Ioan Baptist de la Salle (n.30 aprilie 1651, Reims, Franța, d.7 aprilie 1719, Rouen), a fost preot catolic francez, întemeietor al unei congregații religioase, sfânt.

## Viața
S-a născut la Reims în Franța în 1651. Devenind preot, s-a dedicat în primul rând educării copiilor, înființând școli pentru cei săraci. A fost un pionier al educației moderne, opunându-se pedepselor cu bătaia, susținând învățământul în limba maternă (nu în latină, ca până atunci) și învățământul profesional.
A adunat în jurul său și alte persoane animate de același ideal, întemeind congregația "Frații Școlilor creștine", pentru a cărei existență a avut mult de îndurat. 
A murit la Rouen în anul 1719.

## Cult
Ioan Baptist de la Salle a fost canonizat în anul 1900 și este sărbătorit în Biserica Catolică la 7 aprilie.